# Большие Иодковичи
Большие Иодковичи (бел. Вялікія Ёдкавічы) — деревня в Берестовицком районе Гродненской области Белоруссии. Входит в состав Эйсмонтовского сельсовета.

## География
Деревня находится в западной части Гродненской области, на правом берегу реки Свислочи, к востоку от автодороги Р-99, на расстоянии приблизительно 23 километров (по прямой) к северу от городского посёлка Большая Берестовица, административного центра района. Абсолютная высота — 114 метров над уровнем моря. Площадь населённого пункта — 0,5363 км².

## История
По состоянию на 1905 год, в Великих-Иодкевичах проживало 220 человек. В административном отношении деревня входила в состав Индурской волости Гродненского уезда Гродненской губернии.
Согласно Рижскому мирному договору (1921), деревня вошла в состав межвоенной Польши. Входила в состав гмины Вельке-Эйсымонты Гродненского повета Белостокского воеводства. В 1921 году числился 461 житель, проживавших в 89 домах. В этническом составе населения того периода поляки составляли 95,2 %, белорусы — 3,2 % и евреи — 1,1 %. В конфессиональном составе населения преобладали католики (90,2 %) и православные христиане (6,2 %).
С 1939 года в БССР.

## Население
По данным переписи 2019 года, в деревне проживало 40 человек.
| Год  | Население, человек |
| ---- | ------------------ |
| 1905 | 220                |
| 1921 | ↗ 461              |
| 2009 | ↘ 75               |
| 2019 | ↘ 40               |